# Synagoga w Koszycach
Synagoga w Koszycach (słow. Synagóga v Košiciach) – synagoga znajdująca się w Koszycach na Słowacji, przy ulicy Puškinovej.
Synagoga została zbudowana w latach 1926–1927 z inicjatywy i funduszy bogatych, ortodoksyjnych Żydów. Gmach na 800 miejsc siedzących został zaprojektowany przez Ľudovíta Oelschlägera i Gejzy Zoltána Boski oraz wybudowana przez zespół budowlany pod kierownictwem Hugona Kaboša.
Podczas II wojny światowej synagoga była nieczynna. Po zakończeniu wojny ponownie dostosowana do funkcji kultowych. Obecnie jest największą czynną synagogą i jednym z największych żydowskich centrów religijnych Słowacji.
W 1992 roku na frontowej ścianie synagogi odsłonięto tablicę pamiątkową upamiętniającą 12 tysięcy koszyckich Żydów, którzy zginęli podczas II wojny światowej.

## Galeria

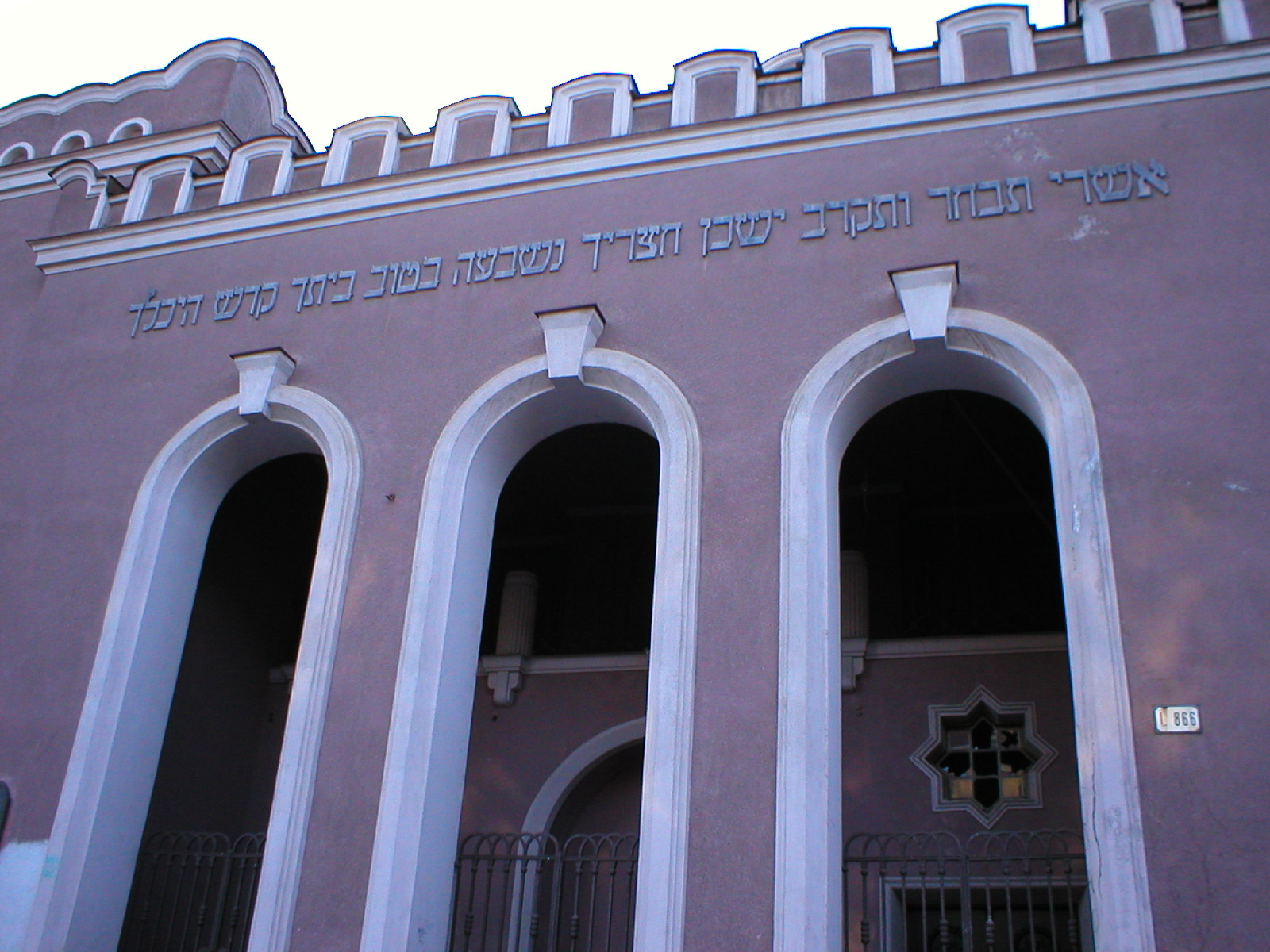
Detale
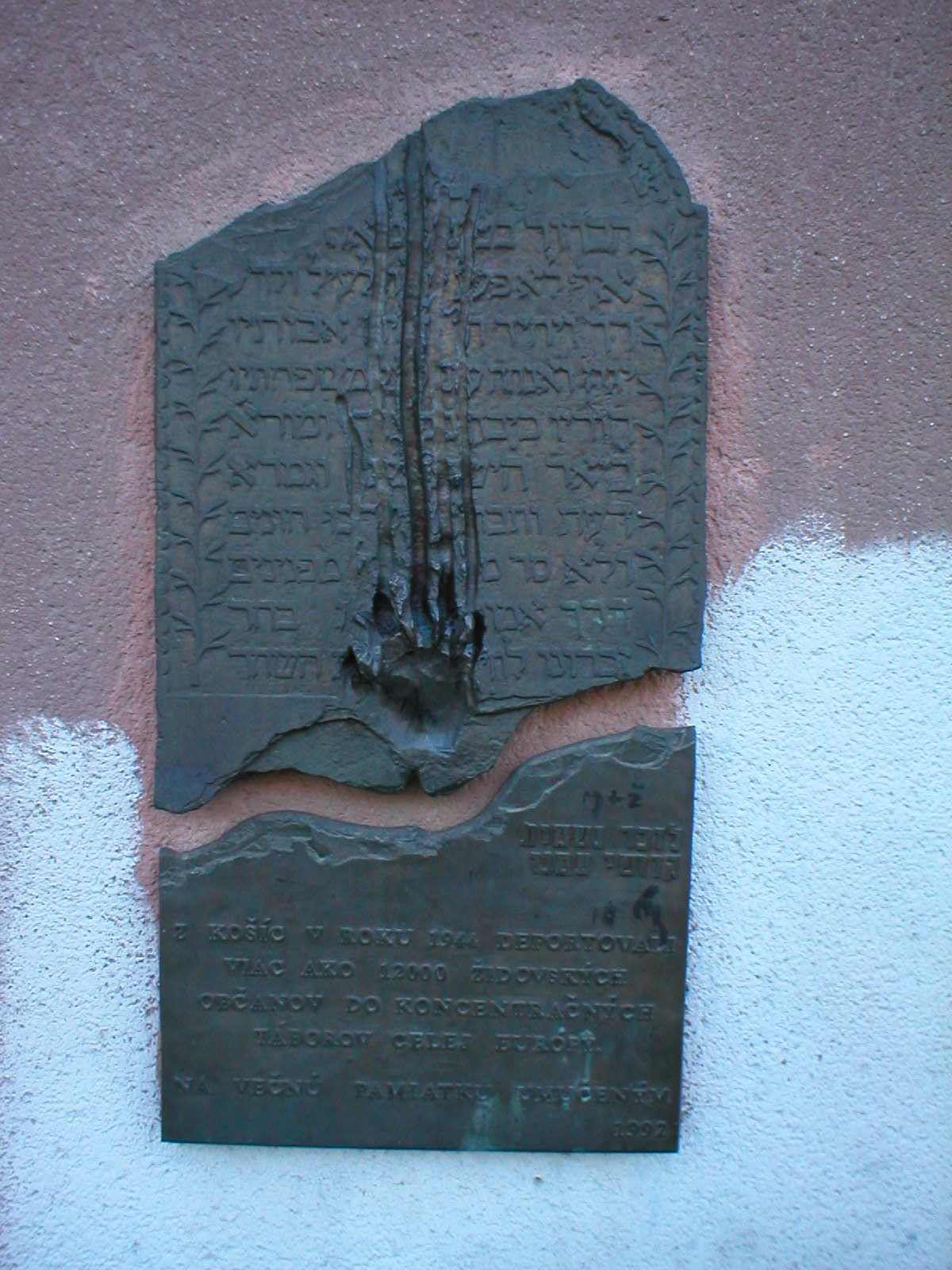
Tablica pamiątkowa
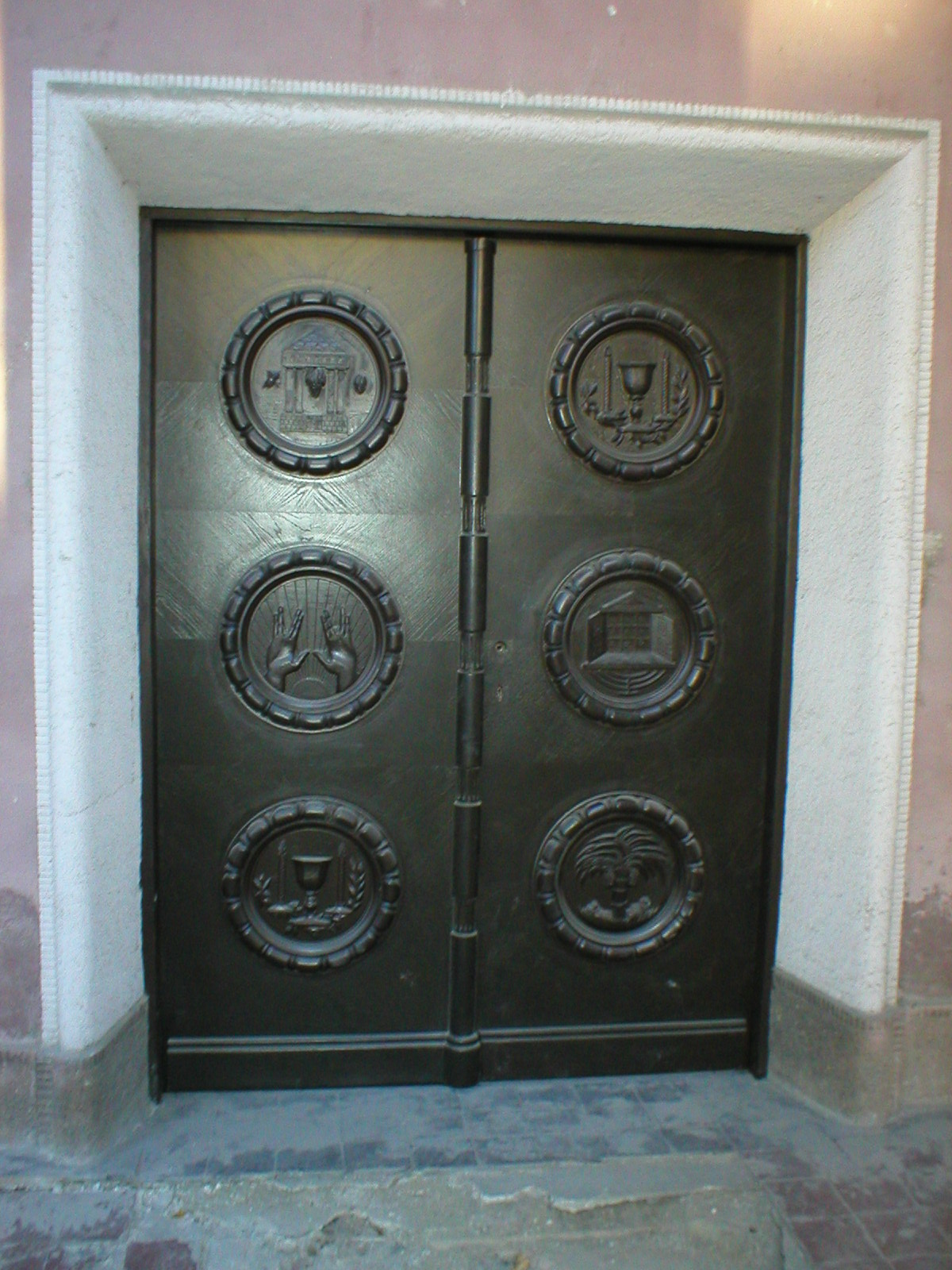
Drzwi wejściowe